# Ann Hovey
Ann Hovey (29 de agosto de 1911-25 de agosto de 2007) fue una corista y actriz cinematográfica estadounidense, que trabajó principalmente en el cine de serie B de la década de 1930.
Su nombre completo era Ann Jacques Hovey, nació en Mount Vernon, Indiana, en el seno de una familia acaudalada. Era descendiente de Alvin Peterson Hovey, un oficial del Ejército Federal durante la guerra de Secesión y gobernador de Indiana entre 1888 y 1891. La madre de Hovey formaba parte de la alta sociedad de San Francisco (California), y su padre era un prominente banquero. Estudió en la "Indiana High School", y tras la graduación se hizo corista. 
Con un pequeño contrato con los estudios Warner Bros., empezó a actuar en el cine con la película de 1933 42nd Street, protagonizada por Ginger Rogers y Warner Baxter, título que marcaría el despegue de la carrera de Ginger Rogers. El primer filme en el que aparecía en los créditos fue Private Detective, en 1933, con William Powell. Ese año actuó en seis películas, dos de ellas en los créditos. En 1934 participó en tres títulos, en uno de ellos acreditada, y fue seleccionada como una de las actrices de la lista de las "WAMPAS Baby Stars". 
En 1935 Hovey actuó únicamente en un film, Circus Shadows, pero seguía siendo objeto de atención debido a su reciente título de "WAMPAS Baby Star". Hovey finalmente atrajo la atención del estudio tras actuar en varios filmes como corista y en pequeños papeles, y en 1936 firmó un contrato con la RKO. Ese año solo actuó una vez, pero sería su mejor interpretación, en un papel secundario con la estrella cowboy Tom Keene y con Joan Barclay en el western The Glory Trail. Consiguió participar en cinco películas en 1937, tres de ellas apareciendo en los créditos, y en 1938 solo tuvo un papel menor en Flirting with Fate, en la que sería su última interpretación. Ese año se casó con William Crowell, de la empresa "Crowell Publishing Company", y se retiró. Posteriormente se divorció y se casó con Robert Husey, un agente de prensa, con quien permaneció casada hasta la muerte de él. Ambos se trasladaron a vivir a Arizona, donde residía en el momento de su fallecimiento en 2007. 